# فاروق الدمرداش
فاروق الدمرداش إعلامي ومترجم وممثل ومخرج مسرحي مصري.

## حياته
وولد الدمرداش عام 1933، درس لفترة في كلية التجارة، ثم ترك الدراسة بها والتحق بالمعهد العالي للفنون المسرحية، والتحق بعدها ببعثة علمية في فرنسا وبريطانيا في مطلع الستينات. قدم خلال عمله في مصر عدد كبير من المسرحيات العالمية على مسارح الدولة، كما قدم أعمال الكاتب المسرحي البريطاني وليم شكسبير باللغة العربية في هيئة الإذاعة البريطانية منذ حقبة السبعينات. شارك فاروق الدمرداش في التمثيل في عدة أعمال مصرية، منها: (على هامش السيرة، سبعة وجوه للحقيقة، السقوط في بئر سبع، قاسم أمين).